# ヤング・コーベット2世
ヤング・コーベット2世（Young Corbett II、本名：ウィリアム・J・ロズウェル、1880年10月4日 - 1927年4月10日）は、アメリカ合衆国出身の元プロボクサー。元世界フェザー級チャンピオン。

## 略歴
コロラド州デンバー生まれ。リングネームはヘビー級王者ジェームス・J・コーベットに由来。1901年11月28日、コネチカット州ハートフォードで“ブルックリンの恐怖”テリー・マクガバンを倒し世界フェザー級王者となったが、翌年、減量苦からタイトルを返上した。